# Bulavînivka, Novopskov
Bulavînivka (în ucraineană Булавинівка) este un sat în comuna Piskî din raionul Novopskov, regiunea Luhansk, Ucraina.

## Demografie
Componența lingvistică a localității Bulavînivka
     Ucraineană (94,63%)
     Rusă (4,79%)
     Alte limbi (0,58%)
Conform recensământului din 2001, majoritatea populației localității Bulavînivka era vorbitoare de ucraineană (94,63%), existând în minoritate și vorbitori de rusă (4,79%).